# Petra Niemann
Petra Niemann (Berlín Oriental, RDA, 14 de agosto de 1978) es una deportista alemana que compitió en vela en las clases Europe y Laser Radial.
Ganó dos medallas de bronce en el Campeonato Mundial de Europe entre los años 2002 y 2004. También obtuvo dos medallas en el Campeonato Mundial de Laser Radial, plata en 2006 y bronce en 2007.

## Palmarés internacional
| Campeonato Mundial | Campeonato Mundial | Campeonato Mundial | Campeonato Mundial |
| Año                | Lugar              | Medalla            | Clase              |
| ------------------ | ------------------ | ------------------ | ------------------ |
| 2002               | Hamilton (Canadá)  | Medalla de bronce  | Europe             |
| 2004               | Cagliari (Italia)  | Medalla de bronce  | Europe             |

| Campeonato Mundial | Campeonato Mundial           | Campeonato Mundial | Campeonato Mundial |
| Año                | Lugar                        | Medalla            | Clase              |
| ------------------ | ---------------------------- | ------------------ | ------------------ |
| 2006               | Los Ángeles (Estados Unidos) | Medalla de plata   | Laser Radial       |
| 2007               | Cascaes (Portugal)           | Medalla de bronce  | Laser Radial       |